# فيروس كورونا المسبب للمتلازمة التنفسية الشرق أوسطية/2012
فيروس كورونا المسبب لمتلازمة الشرق الأوسط التنفسية (بالإنجليزية: MERS coronavirus EMC/2012)‏ سلالة من فيروس كورونا معزول من قشع أول شخص مصاب، والذي سمي لاحقاً فيروس كورونا المرتبط بمتلازمة الشرق الأوسط التنفسية (MERS-CoV)، وهو العامل الفيروسي المسبب لمتلازمة الشرق الأوسط التنفسية.

## الموطن الطبيعي
بعد تحقيق أجرته وزارة الصحة السعودية عن مواطن الخفافيش في محافظة بيشة السعودية، والتي كانت موطن المريض الأول، تبين وجود مواطن كبيرة لخفاش القبور المصري وبشكل قريب من منزل المريض. أظهرت الدراسة الوراثية العرقية تطابق بنسبة 100% بين الفيروس المعزول من الخفاش وفيروس كورونا-متلازمة الشرق الأوسط التنفسية MERS coronavirus EMC/2012 المعزول من المريض.

## علم الفيروسات
فيروس كورونا المتعلق بمتلازمة الشرق الأوسط التنفسية هو سادس فيروسات كورونا المعروفة على قدرتها على خمج البشر، حيث كان أولها فيروس كورونا بيتا. إنه نمط وراثي جديد متعلق بفيروسات كورونا المرتبطة بالخفافيش وخاصة فيروس الضريح (القبر) المصري، وليس نفسه فيروس كورونا بيتا كما الحال بفيروس السارس SARS-CoV، إلا أنه ذو صلة بعيدة.